# Boxer (együttes)
A Boxer magyar rockegyüttes. Ismert zenészek hobbizenekaraként működik. Nevét onnan kapta, hogy alapító tagjai közül öten (Varga Miklós, Vikidál Gyula, Cserháti István, Zselencz László, Pálmai Zoltán) korábban a P. Boxban játszottak. A zenészek korábbi együtteseinek dalait játsszák koncerteken, a P. Box mellett P. Mobil, Edda Művek, Varga Miklós Band, valamint Vikidál Gyula 2008-as kilépéséig Dinamit és MHV is (a Dinamit-dalok visszakerültek, miután Zselencz László és Jankai is csatlakoztak az eredeti együtteshez).
A rendszerváltás környékén alakult, bemutatkozó koncertjét Kolozsvárott, a színházban tartotta. Cserháti Istvánt később Jankai Béla váltotta, Felkai Miklós pedig egyéb elfoglaltságai miatt kilépett. Budapesten havi rendszerességgel tartanak klubkoncerteket. Ezekre általában hívnak egy-egy neves vendégzenészt is. Nagyobb eseményeken csak ritkábban lépnek fel (mint 2005-ben az Egy csepp emberség Székelyföldért vagy 2007-ben a Rockaréna fesztivál).
A Barba Negra Music Clubban 2017-ben Jankai Béla 55. születésnapi koncertjén néhány dal erejéig színpadra lépett a Boxer is. Szűcs Norbert helyett a B52 együttes gitárosa, Szűcs János játszott, énekesként és vokalistaként pedig Demeter György és Sipos Péter is közreműködött.

Tagok:
- Varga Miklós – ének
- Zselencz László – basszusgitár
- Jankai Béla – billentyűs hangszerek
- Pálmai Zoltán – dob, ütőhangszerek
- Szűcs Norbert – gitár

Korábbi tagok:
- Fekete Zsolt – vokál, ének
- Vikidál Gyula – ének
- Cserháti István – billentyűs hangszerek
- Felkai Miklós – gitár